# Przymierze w Starym Testamencie
Przymierze – (hebr. berit), to kontrakt, układ między osobami lub grupami. Ludy semickie znały dwa rodzaje przymierza. Pierwsze było zawierane między równorzędnymi partnerami. Drugie było zawierane pomiędzy osobą silniejszą i słabszą, która była brała pod protektorat w zamian za spełnienie pewnych warunków. W Starym Testamencie przymierze to najczęściej układ między Bogiem, a Jego wybrańcami.

## Elementy przymierza
Forma paktu między Jahwe a ludem wzorowana jest na świeckim modelu przymierza tamtej epoki. Przymierze zawierało następujące elementy:
- wstęp, w którym podawano imię i tytuł suwerena zawierającego przymierze;
- wprowadzenie historyczne przypominające dobrodziejstwa, jakie suweren (np. król) wyświadczył wasalowi
- warunki, czyli klauzule przymierza wyrażające wolę suwerena. Klauzule te przeważnie nazywały się „słowami” lub „słowami przymierza”
- inwokacje do bogów, świadków zawartego przymierza i poręczycieli wypełnienia
- błogosławieństwa i przekleństwa – zależnie od wierności czy niewierności wasala
- na końcu traktat dopełniony był obrzędem zmieniającym się zależnie od epoki – mogła być to święta uczta symbolizująca wspólnotę lub ofiara (np. u Abrahama zwierzęta zostały podzielone na pół i poukładane naprzeciw siebie)[1].

## Przymierze z Noem
Noe zbudował ołtarz dla Pana i wziąwszy ze wszystkich zwierząt czystych i z ptaków czystych złożył je w ofierze całopalnej na tym ołtarzu. Gdy Pan poczuł miłą woń, rzekł do siebie: «Nie będę już więcej złorzeczył ziemi ze względu na ludzi, bo usposobienie człowieka jest złe już od młodości. Przeto już nigdy nie zgładzę wszystkiego, co żyje, jak to uczyniłem. Będą zatem istniały, jak długo trwać będzie ziemia: siew i żniwo, mróz i upał, lato i zima, dzień i noc». Po czym Bóg pobłogosławił Noego i jego synów, mówiąc do nich: «Bądźcie płodni i mnóżcie się, abyście zaludnili ziemię. Wszelkie zaś zwierzę na ziemi i wszelkie ptactwo powietrzne niechaj się was boi i lęka. Wszystko, co się porusza na ziemi i wszystkie ryby morskie zostały oddane wam we władanie. Wszystko, co się porusza i żyje, jest przeznaczone dla was na pokarm, tak jak rośliny zielone, daję wam wszystko. Nie wolno wam tylko jeść mięsa z krwią życia. Upomnę się o waszą krew przez wzgląd na wasze życie - upomnę się o nią u każdego zwierzęcia. Upomnę się też u człowieka o życie człowieka i u każdego - o życie brata. [Jeśli] kto przeleje krew ludzką, przez ludzi ma być przelana krew jego, bo człowiek został stworzony na obraz Boga. Wy zaś bądźcie płodni i mnóżcie się; zaludniajcie ziemię i miejcie nad nią władzę». Potem Bóg tak rzekł do Noego i do jego synów: «Ja, Ja zawieram przymierze z wami i z waszym potomstwem, które po was będzie; z wszelką istotą żywą, która jest z wami: z ptactwem, ze zwierzętami domowymi i polnymi, jakie są przy was, ze wszystkimi, które wyszły z arki, z wszelkim zwierzęciem na ziemi. Zawieram z wami przymierze, tak iż nigdy już nie zostanie zgładzona wodami potopu żadna istota żywa i już nigdy nie będzie potopu niszczącego ziemię». Po czym Bóg dodał: «A to jest znak przymierza, które ja zawieram z wami i każdą istotą żywą, jaka jest z wami, na wieczne czasy: Łuk mój kładę na obłoki, aby był znakiem przymierza między Mną a ziemią. A gdy rozciągnę obłoki nad ziemią i gdy ukaże się ten łuk na obłokach, wtedy wspomnę na moje przymierze, które zawarłem z wami i z wszelką istotą żywą, z każdym człowiekiem; i nie będzie już nigdy wód potopu na zniszczenie żadnego jestestwa. Gdy zatem będzie ten łuk na obłokach, patrząc na niego, wspomnę na przymierze wieczne między mną a wszelką istotą żyjącą w każdym ciele, które jest na ziemi». Rzekł Bóg do Noego: «To jest znak przymierza, które zawarłem między Mną a wszystkimi istotami, jakie są na ziemi». (Rdz 8,20-9,17)  
Noe jest pierwszą postacią w pierwotnej historii zbawienia, z którą Bóg zawiera przymierze. Była to jednostronna obietnica, przez którą Bóg zawiązał ze wszystkimi istotami wspólnotę, której okazał swoją wolę zbawczą.  
Noe był człowiekiem prawym, nieskazitelnym, podczas gdy Biblia mówi o ówczesnym ogólnym zepsuciu moralnym ludzkości. (Rdz 6,1nn) Noe otrzymuje od Boga obietnicę, że wszystko co istnieje wyginie wskutek potopu, a on i jego rodzina zostaną ocaleni.  
Po potopie Bóg błogosławi Noemu, który zostaje praojcem drugiej ludzkości mówiąc: „bądźcie płodni i rozmnażajcie się.” Przymierze z Noem ma zapoczątkować nowy związek Boga z ludzkością ocaloną z zagłady. Bóg potwierdził to, co już dał przy stworzeniu - błogosławieństwo rozmnażania się oraz władzę człowieka nad wszelkim stworzeniem, rozszerzona do władzy nad życiem zwierząt. Bóg w prawdzie błogosławi wszelkiemu życiu,  ale w tym błogosławieństwie zawiera pewnego rodzaju dowolność zabijania. Człowiek, mimo że jest panem stworzenia, musi być świadomy, że najwyższą władzę ma Bóg. 
Bóg zawiera przymierze z Noem, jego potomstwem i każdą żywą istotą. Nie ma tu mowy o jednym narodzie, bądź państwie. 
Przy czym Noe jest przedstawicielem całej ludzkości, czyli pośrednikiem. Nie ma człowieka na ziemi, którego by nie objęło to przymierze, stąd wyraża ono powszechną wolę zbawczą Boga. 
Po potopie życie zaczyna się jakby na nowo, wraca pierwotny porządek, jaki Bóg nadał światu w akcie stworzenia. Bóg obiecuje, że już nigdy nie będzie potopu. 

## Przymierze zAbrahamem
Gdy Abram miał dziewięćdziesiąt dziewięć lat, ukazał mu się Pan i rzekł do niego: «Jam jest Bóg Wszechmogący. Służ Mi i bądź nieskazitelny, chcę bowiem zawrzeć moje przymierze pomiędzy Mną a tobą i dać ci niezmiernie liczne potomstwo». Abram padł na oblicze, a Bóg tak do niego mówił: «Oto moje przymierze z tobą: staniesz się ojcem mnóstwa narodów. Nie będziesz więc odtąd nazywał się Abram, lecz imię twoje będzie Abraham, bo uczynię ciebie ojcem mnóstwa narodów. Sprawię, że będziesz niezmiernie płodny, tak że staniesz się ojcem narodów i pochodzić będą od ciebie królowie. Przymierze moje, które zawieram pomiędzy Mną a tobą oraz twoim potomstwem, będzie trwało z pokolenia w pokolenie jako przymierze wieczne, abym był Bogiem twoim, a potem twego potomstwa. I oddaję tobie i twym przyszłym potomkom kraj, w którym przebywasz, cały kraj Kanaan, jako własność na wieki, i będę ich Bogiem». Potem Bóg rzekł do Abrahama: «Ty zaś, a po tobie twoje potomstwo przez wszystkie pokolenia, zachowujcie przymierze ze Mną. Przymierze, które będziecie zachowywali między Mną a wami, czyli twoim przyszłym potomstwem, polega na tym: wszyscy wasi mężczyźni mają być obrzezani; będziecie obrzezywali ciało napletka na znak przymierza waszego ze Mną. Z pokolenia w pokolenie każde wasze dziecko płci męskiej, gdy będzie miało osiem dni, ma być obrzezane - sługa urodzony w waszym domu lub nabyty za pieniądze - każdy obcy, który nie jest potomkiem twoim - ma być obrzezany; obrzezany ma być sługa urodzony w domu twoim lub nabyty za pieniądze. Przymierze moje, przymierze obrzezania, będzie przymierzem na zawsze. Nieobrzezany, czyli mężczyzna, któremu nie obrzezano ciała jego napletka, taki człowiek niechaj będzie usunięty ze społeczności twojej; zerwał on bowiem przymierze ze Mną». I mówił Bóg do Abrahama: «Żony twej nie będziesz nazywał imieniem Saraj, lecz imię jej będzie Sara. Błogosławiąc jej, dam ci i z niej syna, i będę jej nadal błogosławił, tak że stanie się ona matką ludów i królowie będą jej potomkami». Abraham, upadłszy na twarz, roześmiał się; pomyślał sobie bowiem: «Czyż człowiekowi stuletniemu może się urodzić syn? Albo czy dziewięćdziesięcioletnia Sara może zostać matką?» Rzekł zatem do Boga: «Oby przynajmniej Izmael żył pod Twoją opieką!» A Bóg mu na to: «Ależ nie! Żona twoja, Sara, urodzi ci syna, któremu dasz imię Izaak. Z nim też zawrę przymierze, przymierze wieczne z jego potomstwem, które po nim przyjdzie. Co do Izmaela, wysłucham cię: Oto pobłogosławię mu, żeby był płodny, i dam mu niezmiernie liczne potomstwo; on będzie ojcem dwunastu książąt, narodem wielkim go uczynię. Moje zaś przymierze zawrę z Izaakiem, którego urodzi ci Sara za rok o tej porze». Wypowiedziawszy te słowa, Bóg oddalił się od Abrahama. Wtedy Abraham, wziąwszy swego syna Izmaela i wszystkich zrodzonych w jego domu lub tych, których nabył za pieniądze - wszystkich swych domowników płci męskiej - jeszcze tego samego dnia obrzezał ciało ich napletka, tak jak mu to nakazał Bóg. (Rdz 17, 1-23)  
Przymierze to rozciąga się na niego i na całą ludzkość, która powstanie z jego potomków.  
Abram staje się protoplastą całego narodu. Należy zwrócić uwagę, że z przymierzem związana jest zmiana imienia z Abram na Abraham. Następuje tu więc w pełni znaczenia tego słowa wybranie, a nie tylko jak dotąd upodobanie. Imię danej istoty określało jego naturę. Stąd Abraham oznacza: ojciec wielkiego mnóstwa.  
Jest to pierwsze przymierze, w którym Bóg wchodzi w dialog z człowiekiem, domagając się od niego wiary (niepłodna Sara ma urodzić syna), która jest poddawana próbom (Bóg żąda od Abrahama ofiary z syna, przedmiotu obietnicy).  
Abraham posłusznie czyni wolę Boga. Pokłada w Nim nadzieję, wiedząc że Ten nigdy się nie myli. Bóg wynagradza Abrahamowi jego wiarę: „będę ci błogosławił i dam ci potomstwo tak liczne jak gwiazdy na niebie i jak ziarnka piasku” (Rdz 22,17). 
Wiarę i wyrzeczenia wyrównują zatem dobra otrzymane od Jahwe. 
Znakiem zawartego przymierza jest obrzezanie Abrahama i wszystkich mężczyzn. Jest to znak wejścia w przymierze. Abraham stał się pierwszym żydem. 

## Przymierze na Synaju
Mojżesz wstąpił wtedy do Boga, a Pan zawołał na niego z góry i powiedział: «Tak powiesz domowi Jakuba i to oznajmisz Izraelitom: Wyście widzieli, co uczyniłem Egiptowi, jak niosłem was na skrzydłach orlich i przywiodłem was do Mnie. Teraz jeśli pilnie słuchać będziecie głosu mego i strzec mojego przymierza, będziecie szczególną moją własnością pośród wszystkich narodów, gdyż do Mnie należy cała ziemia. Lecz wy będziecie Mi królestwem kapłanów i ludem świętym. Takie to słowa powiedz Izraelitom». Mojżesz powrócił i zwołał starszych ludu, i przedstawił im wszystko, co mu Pan nakazał. Wtedy cały lud jednogłośnie powiedział: «Uczynimy wszystko, co Pan nakazał». Mojżesz przekazał Panu słowa ludu. Pan rzekł do Mojżesza: «Oto Ja przyjdę do ciebie w gęstym obłoku, aby lud słyszał, gdy będę rozmawiał z tobą, i uwierzył tobie na zawsze». A Mojżesz oznajmił Panu słowa ludu. (Wj 19,3-9)  
Jest to przymierze, które kończy wyzwalanie Izraela z niewoli egipskiej. 
Bez problemu dostrzegalna jest inicjatywa Jahwe, który wzywa Mojżesza. Przymierze jest łaską, bowiem lud nie ma nic do zaoferowania. Jahwe nie narzuca przymierza, przedstawia je i proponuje. Lud jednogłośnie zgadza się. Bóg podaje swoje imię: JAHWE, i swój tytuł w stosunku do ludu: Twój Bóg.  
Dobrodziejstwem jakie Jahwe wyświadczył ludowi jest wyprowadzenie z Egiptu, „z domu niewoli”. Jahwe ukazuje się jako Zbawiciel. Związek Boga z ludem jest doświadczalny, a nie spekulatywny: Izrael widział co Pan uczynił. Tylko Jahwe wyprowadził lud – z tego wynika jedyność („nie będziesz miał bogów cudzych obok mnie”).  
Mojżesz stawia dwanaście kamieni, na pamiątkę 12 pokoleń i ofiarny ołtarz. Składa ofiary, wylewa część krwi na ołtarz i pokrapia nią lud na znak jedności między Jahwe, a Izraelem. Lud zobowiązuje się uroczyście  do przestrzegania przymierza. Różne przedmioty będą podtrzymywały pamięć o nim. Arka przymierza (przechowują w niej „tablice Przymierza” czyli Prawa) jest pamiątką przymierza i znakiem przebywania Jahwe pośród Izraela.  
Specyfika przymierza Boga z ludem wybranym na Synaju polega na tym, że Izrael staje się szczególną własnością Boga. Jahwe oddziela go od innych narodów i konsekruje na lud święty. Równocześnie nakazuje zachować prawo na czele z Dekalogiem. 

## Prorockie zapowiedzinowego przymierza

### Prorok Jeremiasz
Oto nadchodzą dni - wyrocznia Pana - kiedy zawrę z domem Izraela  nowe przymierze. Nie jak przymierze, które zawarłem z ich przodkami, kiedy ująłem ich za rękę, by wyprowadzić z ziemi egipskiej. To moje przymierze złamali, mimo że byłem ich Władcą - wyrocznia Pana. Lecz takie będzie przymierze, jakie zawrę z domem Izraela po tych dniach - wyrocznia Pana: Umieszczę swe prawo w głębi ich jestestwa i wypiszę na ich sercu. Będę im Bogiem, oni zaś będą Mi narodem. I nie będą się musieli wzajemnie pouczać jeden mówiąc do drugiego: "Poznajcie Pana!" Wszyscy bowiem od najmniejszego do największego poznają Mnie - wyrocznia Pana, ponieważ odpuszczę im występki, a o grzechach ich nie będę już wspominał». (Jr 31, 31-34) 
Po niepowodzeniu starego przymierza i po nieudanej próbie Jozjasza, by je odnowić, plan Boży zostaje przedstawiony w nowym świetle. Zostanie zawarte nowe i wieczne przymierze, w którym, podobnie, jak w starym przymierzu, ważnymi będą wierność ludzi prawu, Boża obecność zapewniająca im pokój i materialny dobrobyt. Nowość przymierza polega na trzech sprawach:
- na Bożej inicjatywie przebaczenia grzechów (w. 34)
- na odpowiedzialności i odpłacie osobistej
- na uwewnętrznieniu religii – prawo wpisane w serce człowieka, które pod wpływem Ducha Świętego jest zdolne poznać Boga[9].

Jeremiasz oznajmia przymierze, które będzie oparte nie na słabej woli człowieka, ale na woli  Bożej, na nowej serdeczności, jaka zaistnieje między Bogiem, a społecznością. Zakłada ono bezpośrednie obcowanie człowieka z Bogiem, jako kimś bliskim i drogim. W tej perspektywie religijność stanie się wewnętrzną, opartą na osobistej wierze, będzie religijnością serca.      
Do nowego przymierza zapowiadanego przez Jeremiasza odwołał się Jezus podczas ostatniej wieczerzy, ustanawiając Nowe Przymierze we krwi swojej. (por. Łk 22,20)     

### Prorok Ezechiel
I dam wam serce nowe i ducha nowego tchnę do waszego wnętrza, odbiorę wam serce kamienne, a dam wam serce z ciała. Ducha mojego chcę tchnąć w was i sprawić, byście żyli według mych nakazów i przestrzegali przykazań, i według nich postępowali. (Ez 36,26-27) 
 
Podobnie Ezechiel domaga się od Izraela wewnętrznego odnowienia. Jahwe dokona odnowienia w dziedzinie ducha i serca, a więc w centrum życia intelektualnego i moralnego człowieka. Nowe przymierze będzie realizowane w czasach mesjańskich, charakteryzujących się nadzwyczajnym wylaniem Ducha, dosięgającym wszystkich ludzi. Ten Duch będzie dla każdego źródłem wewnętrznej odnowy, która uzdolni ludzi do wiernego zachowywania Prawa Bożego. 

### Prorok Izajasz
Również prorok Izajasz odwołuje się do przyszłego, nowego przymierza, które nazywa wiecznym: Zawrę z wami wieczyste przymierze. (Iz 55,3; 61,8) Chciał zaznaczyć, że przymierze nowotestamentalne trwać będzie do czasów eschatologicznych. 